# Épidémiologie cognitive
L'épidémiologie cognitive est un domaine de recherche qui examine comment l'intelligence, surtout mesurée en début de vie, est liée à la santé, aux maladies et à la mortalité chez l'humain. Ce domaine de recherche est relativement nouveau. Les premières études mettant en évidence un lien entre les résultats aux tests cognitifs et la santé datent de la fin des années 1980 et ce champ de recherche a commencé à se développer surtout à partir de 2001, à la suite des études de Ian Deary menées sur de larges cohortes en Écosse.  

## Histoire
Dans la seconde moitié du XXe siècle, les domaines d'étude de la psychologie différentielle et de l'épidémiologie sont séparés. Des études d'épidémiologie et de sociologie mettent en évidence des corrélations suggérant que le statut socio-économique a un impact significatif sur la santé, la maladie et la mortalité humaine. La première observation indiquant une telle relation date de 1933. Les explications de ce lien reposent alors surtout sur les différences entre les conditions matérielles. 
Dans les années 1980, des auteurs proposent que l'intelligence pourrait être un des facteurs jouant un rôle clef dans cette relation. Selon eux, l'intelligence devrait jouer un rôle sur la longévité et la reproduction sexuelle en raison de son rôle important dans l'évolution de l'espèce humaine. Ces propositions sont cependant sévèrement critiquées par les autorités médicales et scientifiques. 
Entre les années 1980 et 2000, de plus en plus de données issues d'études longitudinales sont analysées. Des études longitudinales conduites dans plusieurs pays en Amérique du Nord, en Europe, en Australie et en Asie, et suivant de larges cohortes sur plusieurs décennies, confirment des corrélations nombreuses entre le niveau intellectuel et plusieurs marqueurs de la santé, morbidité et mortalité. L'idée commence alors à s'imposer. Au début des années 2000, ce sujet fait l'objet de plusieurs éditoriaux de grandes revues scientifiques : Nature, British Medical Journal, The Psychologist, et Current Directions in Psychological Science. L'expression « épidémiologie cognitive » commence à circuler dans les publications.   
En 2001, Whalley et Ian Deary publient les résultats d'une large cohorte écossaise montrant que l'intelligence mesurée chez des enfants de 11 ans (vers 1932) réduit ou augmente de manière significative et forte la mortalité observée à l'âge de 76 ans. Après eux, d'autres cohortes sont analysées dans divers pays et confirment ces résultats. En 2004, la psychologue Linda Gottfredson formule l'hypothèse que l'intelligence pourrait expliquer une large partie de la variance observée entre le statut socio-économique et la santé. Ian Deary poursuit ses recherches et publications sur ce thème et emploie l'expression « épidémiologie cognitive » pour la première fois en 2005,.  
Les domaines de l'épidémiologie et de la psychologie différentielle commencent à se rapprocher à la même époque. Dans le domaine de l'épidémiologie, des chercheurs appellent à la prise en compte de la variable Intelligence dès la fin des années 1990, tandis que dans le domaine de la psychologie différentielle, les chercheurs appellent à combiner les données et méthodes de la psychologie différentielle sur des échantillons représentatifs de la population afin d'étudier leur impact social. Le concept d'épidémiologie cognitive se répand après la publication d'une méta-analyse montrant, sur neuf études, que toutes les études indiquent que l'intelligence joue un rôle important sur la longévité. Le concept devient également plus visible lorsqu'un article présentant un glossaire de l'épidémiologie cognitive est publié par Deary et Batty en 2007, puis que le journal Intelligence lui consacre un numéro spécial.    
Ian Deary dirige le premier laboratoire d'épidémiologie cognitive, le Centre for Cognitive Ageing and Cognitive Epidemiology (en) situé à Édimbourg, en Écosse. Il est considéré comme le fondateur de la discipline.

## Effets de l'intelligence sur la longévité et les maladies

### Mortalité générale
Une des premières larges études épidémiologiques prenant en compte les résultats aux tests d'intelligence est menée en Écosse par Ian Deary et Lawrence Whalley. Tous les enfants écossais nés en 1921, soit une cohorte d'environ 87 500 personnes, ont passé, à l'âge de 11 ans, un test cognitif permettant aux auteurs d'évaluer leur intelligence générale. Les auteurs de l'étude ont mené une recherche pour retrouver les données permettant d'établir si ces personnes étaient décédées. Ils ont mis en évidence que plus les scores d'intelligence des enfants sont élevés, plus fortes sont leurs chances d'être encore en vie 76 ans après, au moment de leurs observations. Chez les personnes ayant un QI plus faible d'un écart-type (15 points) à la moyenne, leurs chances d'être en vie sont de 79% par rapport aux personnes dont le QI est dans la moyenne ; ces chances sont de 63% quand le QI s'écarte de deux écarts-types,.
Une dizaine d'années plus tard, les résultats de cette étude sont répliqués dans d'autres cohortes. En 2011, une méta-analyse rassemblant les résultats de 17 études indépendantes suggère une augmentation moyenne de 24 % de la mortalité pour chaque écart-type de baisse de QI. Ces effets sont observés chez les hommes et les femmes sans différence significative. En 2010, Deary conclut que les résultats des études menées jusqu'alors sont très robustes, toutes les études indiquant un effet positif d'une meilleure intelligence sur la longévité en général.    
De plus, la taille de l'effet est assez importante. Par exemple, un désavantage intellectuel de deux écarts-types à 11 ans résulte en un risque double de mourir avant 76 ans (méta-analyse de 2001). Sur la cohorte la plus large jamais examinée avant 2010, chez de jeunes hommes suédois effectuant leur service militaire, une réduction d'un écart-type du score d'intelligence est associée à un risque 24 % plus élevé de mourir dans les vingt-ans suivants, à un âge où la mortalité n'est pas encore très élevée. Comparé à d'autres facteurs, l'impact de l'intelligence sur la mortalité est parmi les facteurs les plus hautement associés à la mortalité.

### Accidents
Si l'intelligence est associée à la longévité, la question qui suit est de découvrir pourquoi et sur quels facteurs de mortalité est-ce que l'intelligence peut jouer un rôle. En 1992, la première étude explorant les relations entre intelligence et causes de mortalité a mis en évidence des liens entre l'intelligence et les causes de mortalité dites externes, en particulier les accidents de la route. L'étude est menée en Australie. Cette découverte a depuis lors été confirmée sur une autre large cohorte en Suède. Un écart-type de moins aux scores d'intelligence est associé à un risque 5,8 fois plus élevé de mourir d'un empoisonnement accidentel,.

### Homicides
Sur la cohorte suédoise citée précédemment, la diminution d'un écart-type aux test d'intelligence est liée également à un risque cinq fois plus élevé de mourir d'un homicide,.   

### Maladie coronarienne
Les principales causes de mortalité de l'adulte sont liées aux maladies, en particulier les maladies cardio-vasculaires et les cancers. L'épidémiologie cognitive tente de mieux comprendre et préciser les liens entre mortalité et intelligence en explorant les liens entre intelligence et plusieurs formes de maladies. Les liens les plus clairs ont été établis entre intelligence et maladies coronariennes. 
Les hommes au QI élevé ont moins de risques de mourir d'une maladie coronarienne que leurs pairs aux QI plus faibles,. Cette association est en partie, mais pas entièrement, expliquée par les variables socio-économiques, niveau de scolarité et revenu. L'athérosclérose ou l'épaississement des parois des artères est un facteur majeur impliqué dans les maladies cardiaques et certains types d'accident vasculaire cérébral. Or elle est également associée à un QI inférieur.
Les relations entre crise cardiaque et intelligence sont également bien établies, les personnes ayant des QI moins élevés ayant un plus grand risque d'infarctus cardiaque. Les variables socio-économiques n'expliquent à elles seules ces relations statistiques.
Les facteurs liés aux risques de troubles cardiaques sont également explorés. L'obésité est statistiquement associée à une intelligence plus faible, chez l'enfant, l'adolescent, et l'adulte. La direction de cette relation a fait l'objet de nombreux débats : est-ce l'obésité qui provoque un QI plus faible ou l'inverse ? Certaines données suggèrent qu'un QI plus faible peut augmenter les risques d'obésité chez les personnes jeunes et en milieu de vie. Il est également observé que les QI plus élevés sont associés à un moindre risque d'hypertension artérielle et à une pression artérielle plus basse.

### Cancer
En revanche, les études portant sur le lien entre les cancers et l'intelligence ont donné des résultats inconsistants. Quelques études, menées sur de petits échantillons, indiquent un risque accru de décès par cancer chez les personnes ayant une intelligence plus faible,. Lorsque les types de cancer sont pris en compte, un risque accru du cancer de la peau semble associé à une intelligence plus élevée,. Cependant, dans l'ensemble, les résultats des études divergent ou ne montrent pas d'effets significatifs. Dans l'état actuel des connaissances, des relations statistiques liant cancer et l'intelligence ne sont pas démontrées,.

## Effets de la personnalité sur la mortalité
Si les études de l'épidémiologie cognitive portent principalement sur l'intelligence, d'autres différences individuelles retiennent aussi l'attention des chercheurs. Les traits de personnalité semblent avoir un effet également sur la mortalité. Une plus forte conscienciosité a un effet positif sur la longévité, dans une cohorte écossaise de 1947. Un neuroticisme plus élevé est associé à une plus forte mortalité en milieu de vie, autrement dit, les personnes émotionnellement plus stables ont une meilleure longévité, dans la cohorte vietnamienne Vietnam Experience Study. Les liens entre les traits de personnalité, intelligence et mortalité, ne sont pas éclaircis.   

## Principales théories
Plusieurs hypothèses sont avancées pour expliquer les liens entre intelligence et maladies entraînant une mortalité plus élevée. Whalley et Deary ont avancé l'hypothèse d'une intégrité du système. L'idée est que l'intelligence peut aider le corps à mieux répondre aux stress créés par l'environnement. Pour soutenir leur théorie, ils ont montré que les temps de réaction aux tâches cognitives sont un des facteurs expliquant le lien entre mortalité et intelligence. De même la coordination motrice générale est un marqueur associé significativement à l'intelligence et les risques de maladie. Cependant, cette hypothèse est invalidée par des analyses qui indiquent que ces marqueurs semblent fonctionner de manière indépendante, et ne sont pas des marqueurs d'un même trait qui serait l'intégrité du système imaginée par Whally et Deary. 
L'hypothèse avancée en premier lieu pour expliquer les liens entre intelligence et mortalité repose sur le rôle des facteurs socio-économiques qui peuvent influencer à la fois les résultats de l'intelligence (un milieu moins favorisant affecte négativement l'intelligence) et la santé (un milieu moins favorable entraîne des conduites moins bénéfiques à la santé. Cependant, les variables socio-économiques de l'enfance influencent peu les associations entre intelligence et mortalité, alors que les variables socio-économiques à l'âge adulte ont une plus forte influence. Linda Gottfredson a donc proposé l'idée, en 2004, que l'intelligence pourrait être la variable fondamentale expliquant les rapports entre variables socio-économiques et santé : l'intelligence d'une personne lui permet de vivre dans un meilleur environnement, d'où résulte une meilleure santé. Cette question des causes et conséquences n'est pas tranchée et continue à faire l'objet d'études.     

## Méthodes de recherche
Le domaine de l'épidémiologie cognitive combine les méthodes de la psychologie différentielle et de l'épidémiologie. 
Sur le plan expérimental, les données sont collectées sur de larges cohortes, groupes de personnes représentatives d'une population générale, testées régulièrement et suivies sur plusieurs décennies. Les cohortes les plus importantes utilisées en épidémiologie cognitive sont (selon une publication de Deary en 2010) : Aberdeen Children en Écosse (environ 11 000 enfants observés dans les années 1950) ; British cohort study (6 000 enfants britanniques en 1970) ; Danish twin study (34 000 enfants jumaux, Danemark) ; Generation Schotland (6 000 enfants écossais) ; Minnesota twin family study (1 000 enfants jumaux, États-Unis d'Amérique) ; National child development study (6 000 nouveau-nés de 1958, Royaume-Uni) ; National longitudinal study of youth (7 000 jeunes en 1979) ; National survey of health and development (3 000 nouveau-nés britanniques en 1946) ; Scottish mental survey en 1932 et 1947 (environ 1000) ; Sweedish conscripts study (environ 1 000 000 d'hommes écossais, appelés au service militaire) ; UK Health and lifestyle survey (9 000) ; West of Schotland twenty-07 study (900 écossais) ; Whitehall II study (5 000) et au Vietnahm, la Vietnam experience study (4 000 vietnamiens). 
Sur le plan statistique, les méthodes de l'épidémiologie et de la psychologie différentielles se combinent également. Ainsi les procédures statistiques de modèles d'équations structurelles typiquement utilisées en psychologie différentielle sont-elles utilisées en parallèle ou en combinaison avec les méthodes de régression de Cox.